# Delfina (księżniczka Monako)
Delphine Grimaldi (ur. 22 lipca 1788, zm. ?), członkini monakijskiej rodziny książęcej, córka księcia Józefa Grimaldi i księżnej Franciszki Marii Teresy de Choiseul.

## Dzieciństwo i młodość
Delfina urodziła się 22 lipca 1788. Jej rodzicami byli książę Józef Grimaldi, członek monakijskiej rodziny książęcej i jego pierwsza żona, księżna Franciszka Maria Teresa de Choiseul, pochodząca z francuskiej szlachty. Miała dwie siostry: Atenę (ur. 1786, zm. 1860) i Honorynę (ur. 1784, zm. 1879). Jej dziadkami ze strony ojca byli książę Monako, Honoriusz III Grimaldi i Maria de Brignole. Jej matka, księżna Franciszka, została ścięta na gilotynie podczas Wielkiej Rewolucji Francuskiej.
O losach księżnej Delfiny wiadomo niewiele. Nie wyszła za mąż i nie miała dzieci. Nieznana jest również data jej śmierci, prawdopodobnie zmarła młodo.